# برت روسمس
برت روسمس (آلمانی: Bert Roesems؛ زادهٔ ۱۴ اکتبر ۱۹۷۲) دوچرخه‌سوار اهل بلژیک است.